# Osteoglossomorfs
Els osteoglossomorfs (Osteoglossomorpha) són un superordre de peixos de la classe dels actinopterigis. Aquest superordre de peixos inclou el peix d'aigua dolça més gran del planeta, el pirarucú (Arapaima gigas), que viu a la conca de l'Amazones.

## Ordres
Segons ITIS, els osteoglossomorfs es subdivideixen en un sol ordre:
- Osteoglossiformes

A aquest ordre, sovint s'afegeix un altre ordre que inclou majoritàriament peixos ja extints, amb algunes famílies i gèneres basals i incertae sedis: 
- Hiodontiformes